# Lutz Rudolph
 Lutz Rudolph (* 28. September 1936 in Gera; † 7. März 2011 in Berlin) war ein deutscher Formgestalter.

## Leben
Rudolph kam als Sohn des Malers Hans Rudolph (1905–1993) und der Verkäuferin Margarete Hildegard Rudolph zur Welt. Er studierte von 1955 bis 1960 an der Kunsthochschule Berlin-Weißensee. Zu seinen Kommilitonen gehörten u. a. Clauss Dietel und Manfred Schindler. Anschließend war er am Institut für angewandte Kunst und am Zentralinstitut für Gestaltung in Berlin tätig. In dieser Zeit war er auch Mitarbeiter des VEB Auer Besteck- und Silberwaren. 1967/1968 hatte er eine Aspirantur an der Kunsthochschule. Von 1968 bis 2000 war er freischaffend als Form- und Produktgestalter in Berlin tätig. Er war bis 1990 Mitglied des Verbands Bildender Künstler der DDR.
In Zusammenarbeit mit Dietel schuf er Produkte, die zu den Klassikern des DDR-Designs zählen, darunter die Heliradio-Geräte und den Wartburg 353.

## Produkte
- Stehleuchte „Kontrast“, 1961
- Geflügelscheren
- Kaffeebrühgerät „Moccadolly“

## Ausstellungen (unvollständig)

### Postume Personalausstellung
- „Barkas, Simson, Moccadolly“, Gera, 2017[2][3][4]

### Teilnahme an zentralen und wichtigen regionalen Ausstellungen in der DDR
- 1962 bis 1988: Dresden, Fünfte Deutsche Kunstausstellung bis X. Kunstausstellung der DDR
- 1974 und 1979: Karl-Marx-Stadt, Bezirkskunstausstellungen
- 1976 und 1979: Berlin, Bezirkskunstausstellungen